# Гідрометаморфізм
Гідрометаморфізм (рос. гидрометаморфизм, англ. hydrometamorphism, нім. Hydrometamorphose f) — процес перетворення мінералів, який відбувається при низьких температурах та тиску з участю води.